# 桂小軽
桂 小軽（かつら おかる、1950年12月23日 - ）は大阪市出身の落語家。本名∶西裏 文雄。出囃子は『大拍子』。

## 略歴
子供のころNHK大阪児童劇団で活動。
1968年4月、関西大学経済学部入学し、1972年に卒業。
1971年3月、5代目桂文枝（当時：3代目桂小文枝）に入門。
1977年2月6日に放送された桂三枝（現：6代桂文枝）司会の『いたずらカメラだ!大成功』の番組でライオンがいる檻の中に何も説明も無いまま放り込まれライオンに襲われ怪我をした。桂小軽はこの時にライオンの前爪で右脇腹を引っかかれ流血したがスタッフは助けたりしないで笑って見ているだけだったという。この出来事については桂小軽の所属する芸団協がテレビ局へ抗議する事態にまで発展した。しかし、この件で一躍有名になり、レギュラー番組を最高12本持つほどの売れっ子になった。
他にもラジオ関西「テレテレ三度笠!」のパーソナリティーを小山乃里子、露の小治郎（後の五所の家小禄）等と務めた。
1980年代、吉本興業を離れ廃業していた時期があり東京で劇団を作ったり、司会業などをしていた。島田紳助から「兄さん、吉本に戻ったらどうです」と声をかけられ、紳助が会社と掛け合ったことで1992年、吉本に復帰。
2015年11月22日、和歌山県の社会福祉法人への寄付を装った相続遺産の脱税事件で、大阪地方検察庁特別捜査部に共犯として相続税法違反の容疑で逮捕された。
その後起訴猶予処分になったが、上方落語協会に退会届を提出し、協会側が受理する意向であると報道される。吉本との話し合いで「不起訴でもこういうことになってしまったからな…」と言われて、自分から身を引くことを決めて契約解消となり、公式サイトからプロフィールが削除されたが、本人は円満退社であると話した。事件については自分の長年のタニマチから遺産相続による相続税で困っていると相談され、複数人を紹介したが報酬をもらっていないのに逮捕されてしまったとしている。
2023年7月、YouTubeチャンネル「桂おかるチャンネル」を開設。

## 弟子
- 桂軽談

## 出演番組
- テレテレ三度笠!（ラジオ関西）
- 青春最前線 ドキドキラガジン（ラジオ大阪）